# Weston (Nottinghamshire)
Pour les articles homonymes, voir Weston.
 (janvier 2024).
Weston est un village du Nottinghamshire, en Angleterre.